# NGC 3057
NGC 3057 est une galaxie spirale barrée de type magellanique située dans la constellation de la Dragon. NGC 3057 a été découverte par l'astronome germano-britannique William Herschel en 1802.

## Caractéristiques
La classe de luminosité de NGC 3057 est IV-V et elle présente une large raie HI.

### Distance
Sa vitesse par rapport au fond diffus cosmologique est de 1 539 ± 4 km/s, ce qui correspond à une distance de Hubble de 22,7 ± 1,6 Mpc (∼74 millions d'al)
À ce jour, trois mesures non basées sur le décalage vers le rouge (redshift) donnent une distance de 19,367 ± 5,543 Mpc (∼63,2 millions d'al), ce qui est à l'intérieur de la distance de Hubble.

### Brillance de surface
En raison d'une brillance de surface égale à 14,14 mag/am2, on peut qualifier NGC 3057 de galaxie à faible brillance de surface (LSB en anglais pour low surface brightness). Les galaxies LSB sont des galaxies diffuses (D) avec une brillance de surface inférieure de moins d'une magnitude à celle du ciel nocturne ambiant.

## Supernova
La supernova SN 1997cx a été découverte dans NGC 3057 le 12 juillet 1997 par l'astronome Michael Schwartz des observatoires Tenagra. Cette supernova était de type II.